# Вишванатан Ананд
Вишванатан Ананд (там. விசுவநாதன் ஆனந்த, изговор: //) рођен је 11. децембра 1969. године у Мадрасу, Индија. Велемајстор, светски првак 2007. и 2008, ФИДЕ светски шампион у шаху од 2000—2002. године, први играч из Азије који је то остварио. Од јула 2007. године играч број 1 у свету по ФИДЕ листи. Његов највећи рејтинг био је 2803 у априлу 2006. године. Исти рејтинг достигао је на ФИДЕ рејтинг-листи за април 2008. године. „Виши, тигар из Мадраса“, како су га прозвали навијачи сигурно је један од најбољих шахиста данашњице. Његов аналитички приступ партијама, као рачунар брз и тачан у анализама низа шаховских варијанти, допринео је називу најбољег играча убрзаног шаха данашњице. Ни против најбољих играча не мења свој стил игре.

## Биографија
Ананд је почео да игра шах од своје шесте године. Учио је да игра шах од своје мајке Сушиле. Родитељи су га учланили у шаховски клуб где је показао сав свој таленат и снагу свог ума.
Примио је много награда: Арђуна награду као истакнутом спортисти Индије, Падмашир (награду коју додељује влада Индије), награда заслужном грађанину, награда „Нехру“ 1987, „Раџив Ганди“ награда, шаховски Оскар и друге.
Анандова жена Аруна подржава га у припреми за турнире. Написао је књигу „Моје најбоље партије“ за коју је од Британске шаховске федерације добио награду 1998. за „Књигу године“. 
Живи у месту Коладо Медиано, Шпанија, у близини Мадрида.
Хоби му је читање, пливање и слушање музике. Воли да вози бицикл, дуге шетње и јогу.
Говори шпански, француски и немачки језик.

## Шаховска каријера
Имао је много титула још као млад. Био је најмлађи Азијат који је добио међународну мајсторску титулу са својих 15 година, у шеснаестој години је постао национални шампион а са осамнаест први индијски велемајстор. 1987. је био први Азијат јуниорски првак света у шаху на турниру на Филипинима. 1992. је победио на престижном шаховском турниру у Ређо Емилији. Био је пласиран одмах иза Каспарова на светском шампионату 1995. године. Победио је Каспарова у убрзаном шаху на турниру у септембру 1996. године, а у јуну 1997. Карпова на турниру у Хамбургу. Ананд је надиграо и веома популарни шаховски програм Фриц, у јулу 1999. године. Првак света у шаху постао је 24. децембра 2000. године победом на турниру у Техерану.
Промотер је шаховске игре у Индији где настоји да помогне младим талентованим шахистима.
Играо је на најјачим турнирима који су се играли у свету и остваривао задивљујуће резултате. Побеђивао је играче који су били неки од најбољих на свету. На турниру у Вајк Ан Зеу је победио по пети пут (победио је 1989, 1998, 2002, 2004 и 2006) и премашио неке великане који су по четири пута побеђивали на овом турниру: Макса Евеа, Лајоша Портиша и Виктора Корчноја.
Победио је на турниру у Линаресу, Франкфурту, Лас Палмасу... То су све били турнири са скупом најбољих шахиста на свету и важили су за најјаче турнире одигране до тог времена.

## Првак света у шаху
Врхунац његове каријере је остварен 24. децембра 2000. када постаје петнаести светски шампион у шаху на Светком шампионату у Техерану. Турнир је завршио непоражен. Победио је Алексеја Широва са 3,5:0,5. Постао је први играч из Азије који је прекинуо доминацију играча из Совјетског Савеза.

## Првак света у убрзаном шаху
Првак света у шаху постаје победом против Крамника (1,5:0,5) у октобру 2003. године. Победио је на многим турнирима овог типа и показао изузетну игру која се граничила са игром рачунара. Побеђује на турнирима у Монаку, Дортмунду...

## Турнири
| Година  | Турнир                                                        | Освојено                            | Напомена |
| ------- | ------------------------------------------------------------- | ----------------------------------- | --- |
| 1983-84 | Национални шампионат за млађе јуниоре                         | Шампион                             | Постављен рекорд скором 9/9 |
| 1983-86 | Национални јуниорски шампионат (испод 19)                     | Шампион                             | |
| 1984    | Светски шампионат за млађе јуниоре                            |                                     | Делио је друго место и освојио бронзану медаљу |
| 1984-85 | Јуниорски турнир Лојдове банке                                | Победник                            | |
| 1984-85 | Јуниорски шампионат Азије (испод 19)                          | Победио обе године                  | Обезбедио титулу Интернационалног мајстора са 15 година и постао најмлађи Азијата који је добио ту шаховску титулу.                                                                                      |
| 1986    | Тимски шампионат Азије                                        | Најбољи играч на табли              | Тим је освојио сребрну медаљу |
| 1986-88 | Национални „А“ шампионат                                      | Победио све три године              | Најмлађи победник икада |
| 1986    | Арапско-Азијски интернационални шампионат                     | Шампион                             | |
| 1987    | Светки јуниорски шаховски шампионат, Филипини                 | Шампион                             | Први Азијата који је добио титулу шампиона |
| 1987    |                                                               |                                     | Први Индијац који је остварио рејтинг од 2500 |
| 1987    | Билвара велемајсторски турнир                                 | Други                               | Остварио је други бал за велемајстора |
| 1987    | Сакти интернационални велемајсторски турнир                   | Дели прво место                     | Постаје први велемајстор из Индије и најмлађи велемајстор у свету у то време. |
| 1988    | 51. Шаховски турнир у Вајк ан Зеу                             | Шампион                             | Први Азијата који је победио на овом турниру |
| 1989    | 4. интернационални турнир, Француска (Ветерани против младих) | Други укупно, али први међу младима | Победио је два бивша светска првака, Михаила Таља и Бориса Спаског |
| 1989    | Први национални активни шах, Пуне                             | Шампион                             | |
| 1989    | Други национални активни шах, Хонгконг                        | Шампион                             | |
| 1989    | Тимски шампионат Азије                                        | Скор 7/7                            | Најбољи играч на својој табли |
| 1989    | Велемајсторски Светски куп                                    | Делио је 4. место                   | Најјачи отворени турнир у историји са 184 велемајстора |
| 1990    | Азијски зонски турнир                                         | Златна медаља                       | Квалификовао се за међузонски турнир |
| 1990    | Шаховски фестивал, Манчестер                                  | Шампион                             | |
| 1990    | Азијски отворени шаховски шампионат, Манила                   | Шампион                             | |
| 1990    | Међузонски турнир, Манила                                     |                                     | Освајањем трећег места постаје први Индијац који се квалификовао за мечеве кандидата за светског шампиона                                                                                                |
| 1990    | Интернационални супер велемајсторки турнир, Делхи             | Шампион                             | |
| 1991    | Меч кандидата за шампиона света, Мадрас                       | Шампион                             | Победио је Алексеја Дрејева и постао први Азијата који се квалификовао у четвртфинале |
| 1991    | Светки шампионат                                              | Четвртфиналиста                     | Изгубио од Анатолија Карпова |
| 1992    | Шаховски турнир (Категорије 18), Ређо Емилија                 | Шампион                             | Освојено прво место испред Каспарова и Карпова на најјачем турниру до тада. |
| 1992    | Отворени интернационални турнир, Калкута                      | Шампион                             | |
| 1992    | Шаховска Олимпијада, Манила                                   |                                     | Капитен индијског тима. Остао је непобеђен на првој табли. |
| 1992    | Турнир у Линаресу                                             | Побеђује                            | Побеђује Василија Иванчука (3. играч на свету) резултатом 5:3 |
| 1992    | Турнир у Паризу                                               | Финалиста                           | Губи од Карпова |
| 1992    | Аљехинов меморијални турнир у Москви                          | Побеђује                            | Победник турнира испред Карпова. Достигао је рејтинг од 2700 и био осма особа у свету која је то остварила.                                                                                              |
| 1993    | Међузонски ФИДЕ меч кандидата, Бил                            |                                     | Квалификовао се за циклус кандидата |
| 1993    | Интернационални турнир, Гронинген                             | Шампион                             | Побеђује на најјачем шаховском турниру по швајцарском систему, икада одржаном. |
| 1994    | Шаховски турнир, Мароко                                       | Шампион                             | Побеђује испред Карпова, Крамника, Иванчука... |
| 1994    | Гранд При турнир, Москва                                      | Шампион                             | Побеђује испред Карпова |
| 1994    | Светски шампионат, циклус кандидата                           | Шампион                             | Побеђује Романишина |
| 1994    | Светски шампионат, циклус кандидата                           | Шампион                             | Побеђује Адамса и квалификује се за финале |
| 1995    | Финале меча кандидата, Лас Палмас                             | Победник                            | Побеђује Гату Камског и квалификује се за меч за првака света против Каспарова. |
| 1995    | Светски шампионат, Њујорк                                     | Финалиста                           | Први Азијата који је играо светски шампионат. Постаје 3. играч на свету по рејтингу. |
| 1996    | Турнир у Дортмунду                                            | Дели победу са Крамником            | |
| 1996    | Гранд При, Женева                                             | Шампион                             | Побеђује Гарија Каспарова у финалу. |
| 1996    | Супертурнир, Лас Палмас                                       | Друго место                         | На турниру је играло 6 најјачих играча на свету. То је био најјачи турнир до тада одржан. |
| 1997    | Турнир у Дос Херманесу                                        | Шампион                             | Турнир је био категорије 19 |
| 1997    | 6. турнир у Монаку                                            | Шампион                             | Био је први у брзопотезном шаху као и у игри на „слепо“. Први је играч на свету који је то успео да оствари.                                                                                             |
| 1997    | Егзибициони меч против 6 рачунара                             |                                     | Побеђује са 4:2 |
| 1997    | Шаховски турнир по убрзаном систему, Франкфурт                | Шампион                             | Побеђује у финалу Карпова |
| 1997    | Турнир у Дортмунду                                            | Шампион                             | |
| 1997    | Турнир у Билу                                                 | Шампион                             | Добија и награду за најлепшу партију. |
| 1997    | Шаховски турнир у Београду                                    | Шампион                             | |
| 1997    | Елиминациони турнир, Гронинген                                | Шампион                             | Ово су биле квалификације за финале светског шампионата. Победио је Широва, Гељфанда и Адамса. |
| 1998    | ФИДЕ светски шампионат, финале                                |                                     | Изгубио од Карпова |
| 1998    | 60. турнир у Вајк ан Зеу                                      | Шампион                             | Добио награду за најлепшу партију. |
| 1998    | Интернационални турнир, Линарес                               | Шампион                             | Најјачи турнир до тада у свету. |
| 1998    |                                                               |                                     | Ананд се помера на 2. место светске листе шахиста са рејтингом 2790 |
| 1998    | Москва                                                        |                                     | Ананд добија шаховског Оскара за 1997. |
| 1998    | Турнир у Мадриду                                              | Шампион                             | Рејтинг му расте на 2795. |
| 1998    | Турнир у Франкфурту                                           | Шампион                             | Најјачи турнир до тада у свету. |
| 1998    | Турнир у Франкфурту                                           | Шампион                             | Побеђује рачунар Фриц (1,5:0,5) |
| 1998    | Шаховски турнир у Тилбургу                                    | Шампион                             | |
| 1999    | Турнир у Хаифи                                                | Шампион                             | |
| 1999    | 61. турнир у Вај ан Зеу                                       |                                     | |
| 1999    | Интернационални турнир у Линаресу                             | Победник                            | |
| 1999    | Шаховски Оскар                                                | Шампион                             | |
| 1999    | Турнир у Леонеу                                               | Шампион                             | Победио је Карпова са 5:1 |
| 2000    | Светски куп по убрзаном темпу, Варшава                        | Шампион                             | Имао је 17,5 поена из 22 партије. Победио је Карпова, Гељфалда и Свидлера. |
| 2000    | Турнир у Вајк Ан Зеу                                          | Победник                            | Победио је у финалу Карпова |
| 2000    | Турнир у Хаифи                                                | Шампион                             | Његова супериорност у брзопотезном шаху. |
| 2000    | Турнир у Леонеу                                               | Шампион                             | Победио је Широва у финалу резултатом 1,5:0,5. |
| 2000    | Турнир у брзопотезном шаху, Франкфурт                         | Шампион                             | Најбржи играч на планети који игра брзопотезне партије у великом стилу. |
| 2000    | Шаховски турнир, Дортмунд                                     | Други                               | Крамник је био победник. |
| 2000    | ФИДЕ светски куп                                              | Шампион                             | Побеђује Барејева са 1,5:0,5 и забележио је највећи рејтинг који је икада био остварен у свету. |
| 2000    | ФИДЕ светски Шампионат у Техерану и Њу Делхију                | Светски шампион                     | Победио је Алексеја Широва са 3,5:0,5 и постао првак света у шаху, што је врхунац његове каријере. |
| 2001    | 2. Турнир, Мексико Сити                                       | Шампион                             | Победио је испред Шорта, Халифмана и Хернандеза и дошао је до рејтинга од 2800! |
| 2001    | Турнир у Леонеу                                               | Шампион                             | Побеђује Широва са 2,5:1,5 у финалу и треће године за редом побеђује на овом турниру. |
| 2001    | Дуел шампиона                                                 | Шампион                             | Победио је Крамника у брзопотезним партијама са 6,5:5,5. |
| 2001    | Турнир на Корзици                                             | Шампион                             | Играо је у финалу са Александром Чернином и победио га. |
| 2001    | Светски шаховски шампионат, Москва                            | Полуфиналиста                       | Изгубио од Иванчука у полуфиналу. |
| 2002    | Супер турнир, Линарес                                         | Дели треће место                    | Пласира се иза Адамса и Иванчука. |
| 2002    | Турнир у Прагу                                                | Шампион                             | Победио је Тимана са 2:0, Калифмана 2:0, Соколова 1,5:0,5, Иванчука 2,5:1,5, и у финалу Карпова са 1,5:0,5.                                                                                              |
| 2002    | Турнир у Леонеу                                               | Подела првог места                  | Дели прво место са Крамником |
| 2002    | Турнир у Маинцу                                               | Шампион                             | Победио је Пономарјова у финалу. |
| 2002    | Меч Русија-Остатак света                                      | Шампион                             | Ослонац тима „Остатак света“ у историјској победи над Русијом. |
| 2002    | Светски куп, Хиберабад                                        | Шампион                             | Успешно је одбранио титулу победивши узбекистанског велемајстора Казимџанова. |
| 2002    | 6. турнир у убрзаном шаху                                     | Шампион                             | Победио је Анатолија Карпова 4:2. |
| 2003    | Турнир у Вајк Ан Зеу                                          | Шампион                             | Победио је са пола поена више од другопласиране Јудит Полгар. |
| 2003    | 12. турнир у Монте Карлу                                      | Шампион                             | Први шахиста који је три пута победио на овом турниру. |
| 2003    | Турнир у Дортмунду                                            | Дели прво место                     | Дели прво место са Болоџаном. |
| 2003    | Турнир у Маинцу                                               | Шампион                             | Победио је Јудит Полгар 5:3. |
| 2003    | Светски шампионат у убрзаном шаху                             | Шампион                             | Победио је у финалу Крамника са 1,5:0,5. |
| 2003    | Турнир на Корзици, Бастија                                    | Шампион                             | Четири пута је био победник овог турнира. |
| 2004    | Турнир у Вајк Ан Зеу                                          | Шампион                             | По четврти пут побеђује на овом турниру (победио је 1989, 1998. и 2002) и придружио се групи великих играча који су по четири пута побеђивали на овом турниру: Макс Еве, Лајош Портиш и Виктор Корчној). |
| 2004    | Турнир у Дортмунду                                            | Шампион                             | Још једном је показао да је „краљ“ убрзаног шаха. |
| 2004    | Турнир у Маинцу                                               | Шампион                             | 7 пута је био победник овог турнира. |
| 2004    | Турнир на Корзици, Бастија                                    | Шампион                             | У финалу је победио Рубљевског са 2:0. |
| 2005    | 18. турнир у Леонеу                                           | Шампион                             | Победио је Рустама Казимџанова са 2,5:1,5. |
| 2005    | Турнир у Маинцу                                               | Шампион                             | Побеђује пети пут за редом на овом турниру у финалу Александра Гришчука 5:2. |
| 2005    | Светски шаховски шампионат                                    | Дели прво место                     | Дели прво место са Топаловим. |
| 2006    | Турнир у Вајк Ан Зеу                                          | Шампион                             | Први играч који је победио по пети пут на овом турниру. После овог турнира његов рејтинг је 2803. |
| 2006    | 19. турнир у Леонеу                                           | Шампион                             | Победио у финалу Топалова са 2,5:1,5. |
| 2006    | Турнир у Маинцу                                               | Шампион                             | Победио Раџабова у финалу. |
| 2006    | Меморијални турнир Михаила Таља, Москва                       | Шампион                             | Освојио је 23 поена од 34 могућа. |
| 2007    | Супервелемајсторски турнир, Линарес                           | Шампион                             | Победио је Василија Иванчука у финалу и постао играч број 1 у свету. |